# Bataillon de police spécial « Myrotvorets »
Le Bataillon de police "Myrotvorets" (en ukrainien : Об'єднана штурмова бригада Національної поліції України «Лють») est une unité spéciale du service de patrouille de police spéciale de la Police nationale basé dans la région de Kyïv. Depuis 2024, elle intégré à la Brigade d'assaut de la police nationale "Lyut".

## Histoire

### Création
Le bataillon est créé le 9 mai 2014 au sein de la structure de la Direction principale du ministère de l'Intérieur de l'Ukraine dans la région de Kiev.

#### Commandants
- Teteruk Andriy Anatoliyovych (mai - novembre 2014)

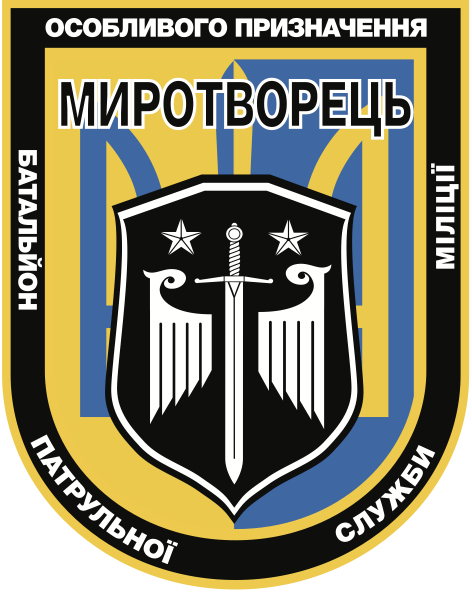
Bakhtov Andriy Grigorovitch (octobre 2014 — Juin 2015)  -  Variante de l'emblème du bataillon « Peacemaker »
 Formé après la décision du ministère de l'Intérieur de l'Ukraine de créer des unités de police spéciales pour protéger l'ordre public, impliquant des civils et des personnes ayant une expérience du service militaire. Le bataillon assure l'ordre public dans la région de Kiev. Le bataillon se différencit des autres formations similaires en invitant des retraités et des vétérans des organes des affaires intérieures et des individus ayant servi dans des missions de maintien de la paix, prêts à défendre la souveraineté de l'Ukraine. Le colonel de police Andriy Anatoliyovych Teteruk est nommé commandant du bataillon. La caserne du bataillon se trouve dans le Centre d'entraînement spécial et physique de l'Académie nationale des affaires intérieures[1],[2].

### Guerre du Donbass
Après avoir prêté serment, le bataillon est envoyé dans la zone ATO dans l'est de l'Ukraine, les combattants du bataillon suivent un entraînement spécial. Depuis juillet 2014, les combattants de l'unité participent activement aux opérations de combat dans les points les plus chauds de la zone ATO dans la région de Donetsk à Sloviansk, Popasna, Toretsk, Mayorske, Zaïtseve.
En août 2014, les combattants du bataillon Myrotvorets participent à de violents combats à Ilovaïsk. Le 23 août, le lieutenant-général du ministère de l'Intérieur Serhiy Yarovy confie au bataillon la tâche de nettoyer Ilovaïsk après les attaques des forces armées ukrainiennes.

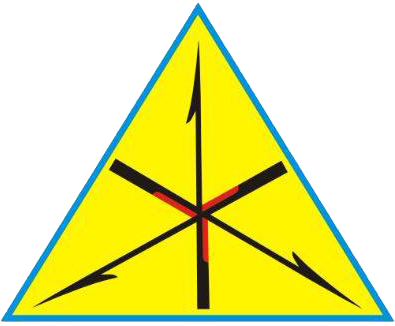
Emblème de la compagnie PSPOP « Harpoon » du bataillon « Myrotvorets »

Le lendemain, le 24 août à 5h50 du matin, 83 soldats du bataillon, ainsi que 3 médecins civils et 2 journalistes, sont partent pour Ilovaisk. Le groupe entre dans la ville par Mnogopillya et prend position au dépôt ferroviaire, qui était à ce moment-là tenu par 25 combattants du bataillon de police de Kherson. Le matin du 25 août, les commandants de Myrotvorets et de Kherson sont convoqués à une réunion à l'école par Viatcheslav Vlasenko, le commandant du Bataillon Donbass. En chemin, la voiture du commandant de Kherson, Ruslan Storcheus, est la cible de tirs et il est tué. Les jours suivants, aux bombardements d'artillerie du dépôt ferroviaire par des mortiers de 82 mm et 120 mm se succèdent des bombardements avec des obus Grad. Le 29 août, lors de la sortie par le soi-disant « couloir vert », l'unité subit des pertes importantes. Lors du bombardement d'une colonne de forces ukrainiennes, 10 combattants sont tués, 17 sont capturés et 27 sont blessés à divers degrés de gravité. Selon le témoignage du soldat du bataillon Dmytro Seroshtan, lors du retrait, les troupes ont pratiquement perdu le contrôle. Dans le couloir vert, les véhicules dans lesquels il partait ont été touchés à deux reprises : la camionnette du bataillon Dnipro-1, qui l'avait récupéré la dernière fois, a explosé sur une mine terrestre, après quoi Dmytro est parti en atterrissant.

#### Transformation en Régiment de police des forces spéciales "Myrotvorets" (2015-2021)
Le 7 août 2015, sur ordre du ministère de l'Intérieur de l'Ukraine, le régiment de police à vocation spéciale « Myrotvorets » est créé au sein du département principal de la police de la région de Kiev. L'unité comprenait des combattants des bataillons de police de la Direction principale du ministère de l'Intérieur de l'Ukraine dans la région de Kiev : « Myrotvorets », « Kyivshchyna », « Harpoon » et une partie de la compagnie « Tornado » (Direction principale du ministère de l'Intérieur dans la région de Louhansk). Le colonel de police Hafiz Maherramovich Rafiyev est nommé commandant du régiment. Après 4 mois d'entraînement spécial et de coordination de combat, en décembre 2015, le régiment est envoyé vers la zone ATO. Les tâches typiques de l’unité sont restées inchangées : lutter contre le terrorisme, assurer la sécurité et l’ordre publics et protéger les installations importantes d’importance nationale.
Le 7 juin 2016, les combattants de « Myrotvorets », en collaboration avec leurs collègues du Département régional de lutte contre les crimes liés à la traite des êtres humains. La coordination des activités et la gestion générale du groupe criminel susmentionné est menée par 10 personnes, qui avaient sous leur contrôle plus de 40 prostituées et 10 locaux où étaient fournis des services sexuels avec une sécurité 24 heures sur 24. Les revenus mensuels provenant d’activités illégales s’élevaient à plus de 700 000 hryvnias. La sécurité des tanières était assurée 24 heures sur 24 par une cinquantaine de gardes équipés d'équipements de protection spéciaux et d'armes. Au cours de l'opération, des véhicules, des armes de chasse et de blanc, ainsi que des stupéfiants ont été saisis et plusieurs dizaines de suspects sont arrêtés.
Le 17 août 2017, près de Kiev, environ deux cents soldats des forces spéciales du régiment Myrotvorets démentèle un réseau de maisons closes dans lequel 35 prostituées fournissaient leurs services. Le réseau de maisons closes, qui proposait divers services sexuels, a fonctionné pendant 3 ans. De plus, des drogues comme la « méthadone » et l’« amphétamine » étaient vendues aux clients. 12 personnes arrêtées — L'organisateur, les répartiteurs et les chauffeurs de sécurité de 53 ans qui livraient les prostituées à des adresses, assuraient leur sécurité et agissaient comme collecteurs. Les revenus mensuels des criminels s'élevaient à plus d'un million de hryvnias. En 2021, le régiment est réorganisé en bataillon et ses combattants continuent à servir 24 heures sur 24 dans la zone d'opération des forces conjointes et à maintenir la paix dans l'est de l'Ukraine.

### Invasion russe de l'Ukraine
Après le 24 février 2022, des combattants du bataillon Myrotvorets sont déployés à la frontière nord de Kiev pour protéger les citoyens d'une invasion à grande échelle des troupes russes dans la région de Kiev.
Après le retrait des Russes de la région de Kiev, le bataillon Myrotvorets a été envoyé pour défendre l'État dans la région de Kharkiv. Le 11 juin 2022, il est envoyé dans le Donbass afin d'effectuer des tâches de combat en coopération avec les unités du ministère de la Défense de l'Ukraine, la Garde nationale de l'Ukraine, le Service national des gardes-frontières d'Ukraine au sein de l'OSU Khortytsia. Les régiments de Kiev et de Dnipro-1, ainsi que les bataillons de Myrotvorets et de Lviv, sont placés sous la direction du groupement susmentionné. Le bataillon participe à la défense de la ville de Bakhmout dans la région de Donetsk en Ukraine. Le 26 février 2024, le bataillon « Myrotvorets » rejoint l'un la Brigade d'assaut de la police nationale « Lyut ».

## Mémorial aux policiers morts dans l'ATO
Un complexe commémoratif est inauguré à Boyarka, dans la région de Kiev, en l'honneur des employés de la Direction principale de la police nationale de la région de Kiev décédés dans l'exercice de leurs fonctions dans la zone ATO. Le mémorial a été inauguré à la base du régiment de police des forces spéciales de Myrotvorets

## Structure

### Ordre de bataille en 2024
- État-major du régiment ;
  -  1er compagnie « Myrotvorets » ;
  -  2e compagnie « Kyivschyna » ;
  -  3e compagnie « Harpon » ;
  -  4e compagnie « Tornade » ;